# Albizia guachapele
Albizia guachapele är en ärtväxtart som först beskrevs av Carl Sigismund Kunth, och fick sitt nu gällande namn av Armando Dugand. Albizia guachapele ingår i släktet Albizia och familjen ärtväxter. Inga underarter finns listade i Catalogue of Life.